# Kosteczki słuchowe

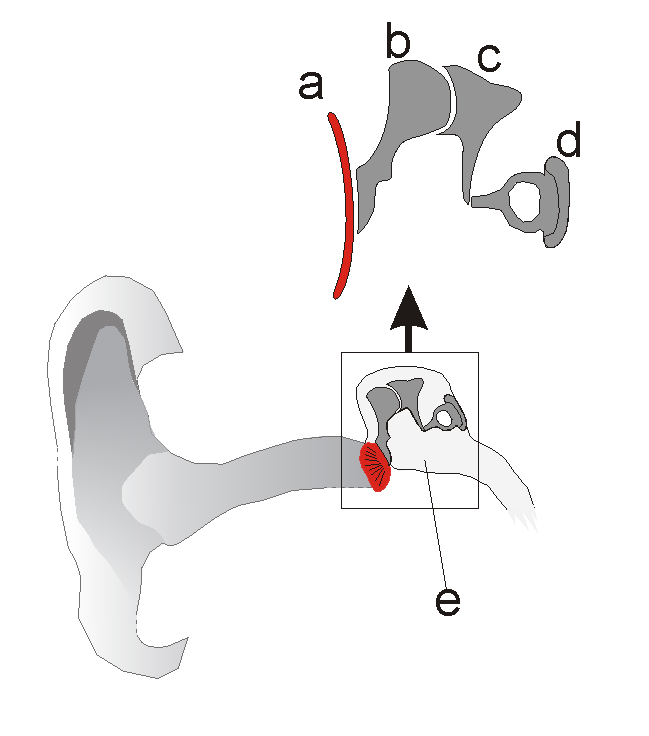
a – błona bębenkowa (czerwona)
b – młoteczek
c – kowadełko
d – strzemiączko
e – ucho środkowe

Kosteczki słuchowe: młoteczek malleus, kowadełko incus i strzemiączko stapes.

Kosteczki słuchowe, kostki słuchowe (łac. ossicula auditus) – najmniejsze kości znajdujące się w uchu środkowym i wchodzące w skład kośćca ssaków. Pośredniczą one w przekazywaniu bodźców dźwiękowych ze świata zewnętrznego do układu nerwowego. Składają się na nie: młoteczek (malleus), kowadełko (incus) i strzemiączko (stapes).
Młoteczek z jednej strony łączy się z błoną bębenkową, a z drugiej strony łączy się z kowadełkiem, kowadełko ze strzemiączkiem, a ono z kolei łączy się z błoną okienka przedsionka. Ich zadaniem jest wzmocnienie drgań błony bębenkowej i doprowadzenie ich do ucha wewnętrznego przez okienko przedsionka. Wzmocnienie jest osiągane dzięki temu, że powierzchnia młoteczka łącząca się z błoną jest większa od powierzchni strzemiączka, tworząc przekładnię wzmacniającą (do około 33 dB). Istotną rolę odgrywają tu też dwa mięśnie – mięsień napinacz błony bębenkowej, który przy rozluźnieniu osłabia drgania zbyt mocnych dźwięków oraz mięsień strzemiączkowy, który kurcząc się powoduje zmniejszenie drgań kosteczek i błon, co powoduje zmniejszenie natężenia dźwięku.
To jedyne kości, które nie zmieniają swojego rozmiaru przez całe życie (w momencie narodzin są już ostatecznie ukształtowane). W okresie płodowym kosteczki słuchowe wytwarzają się poza obrębem czaszki (powstają z łuków skrzelowych), tak jak u ryb kostki podtrzymujące skrzela. U człowieka przesuwają się one w stronę środka (wnętrza) głowy, aby ostatecznie stać się częścią aparatu słuchowego.